# Loux (boisson)
Pour les articles homonymes, voir Loux.
Le Loux (grec moderne : Λουξ) est une boisson grecque à base de différents fruits, crée en 1950.

## Historique
En 1950, à Patras, Panayotis Marlafekas décide de créer une petite usine de soda, fabriquant uniquement de la limonade, et de l'orangeade.

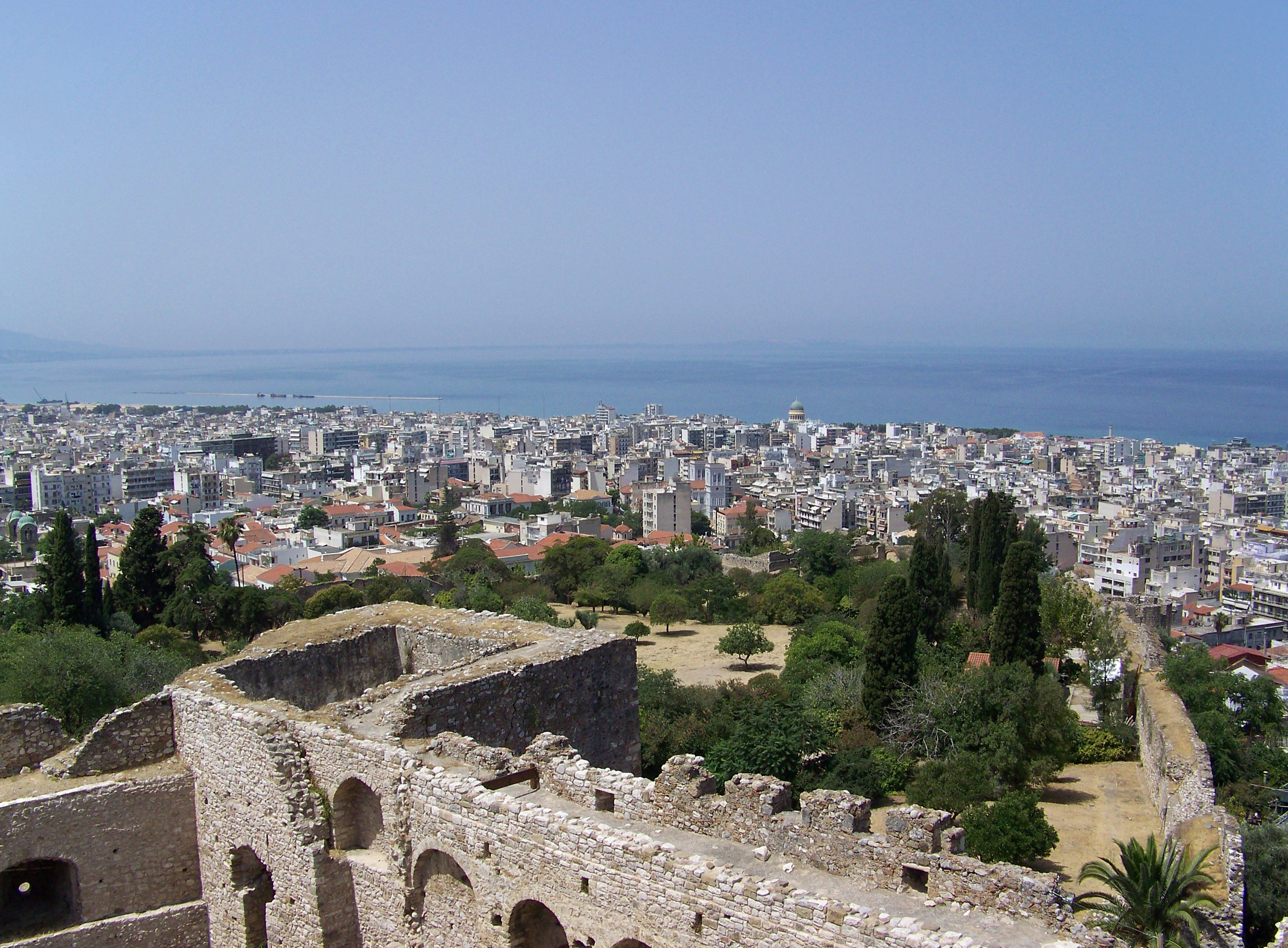
Patras

Afin de lui trouver un nom, il demande à un compositeur de chansons locale de lui proposer une liste de mot valorisant pour son entreprise.
Parmi les dix nom proposés, le mot « Loux » ressort.
Dans la Grèce d’après-guerre, le mot « Loux » est devenu un synonyme de luxe, et de qualité supérieure. C’est la principale raison pour laquelle il sera choisi pour désigner les boissons gazeuses de l’artisanat naissant.
Le succès arrive dans les années 1970, et l'entreprise déménage en 1972.

## Présence internationale
Le ''Loux'' est importé aux États-Unis, au Canada, au Panama, en Australie, en Corée du Sud, en Allemagne, en Italie, aux Pays-Bas, en Suède, en Belgique, en Roumanie, en Hongrie, en République tchèque, en Autriche, à Chypre, en France, au Portugal, en Suisse, en Albanie, en Serbie, en Nouvelle-Zélande, au Royaume-Uni, à Dubaï, en Russie, en Afrique du Sud et plus récemment à Singapour et en Espagne.

## Produits
Les boissons gazeuses Loux sont disponibles en neuf saveurs différentes, tandis que les jus le sont en quatre.

### Boissons gazeuses
- Orange
- Limonade
- Vissinada
- Loux Mixe (cocktail d’agrumes d'orange, de citron et de mandarine)
- Soda (cola)
- Eau pétillante
- Thé au citron
- Thé à la pêche
- Thé aux fruits rouges

### Jus
- Jus d’orange naturel
- Jus de pêche naturel
- Mélange de pomme, d’orange et de carotte
- Multivitamine Extra-9